# 塔坪寺
塔坪寺位于重慶市北碚區靜觀鎮塔坪村，原名小崑崙山古藏寺，南宋紹興十六年（1146年）建，明萬曆四十年（1612年）重建，改名塔坪寺。歷經興廢，現存有大雄殿、藏經樓、左右廂房，為清嘉慶二十四年(1819年)遺物。另存明萬曆年間石牌坊一座、清道光十六年（1836年）石經幢二以及碑文數通，對寺廟興建始末記載甚詳。寺中有宋建石塔一座，稱三寶塔。塔後殿內另有鐵塔一座，七級六角。鑄有或坐或立神像，每級翹角懸有小鍾。寺內綠竹叢林，風景幽麗。為重慶市遊覽勝地。
1983年12月1日列為重慶市第一批市級文物保護單位。2000年9月7日列為第一批重慶市文物保護單位。